# Чешский агротехнический университет
Чешский аграрный университет (чеш. Česká zemědělská univerzita v Praze, ČZU) — государственное высшее учебное заведение, расположенное в Праге-Сухдол. Основан в 1952 году и состоит из шести факультетов и одного института. До 1995 года назывался Сельскохозяйственный институт в Праге.
Согласно QS World University Rankings, в 2025 году университет расположился на 711-720 позициях среди лучших университетов мира.
Согласно UI GreenMetric, университет занимает первое место в Чехии и 36-е место в мире среди 1 183 участников.

## История
Если оставить в стороне историю сельскохозяйственных и природоведческих специальностей в Карловом университете, история ČZU начинается в 1906 году, когда в Чешском техническом университете была создана четырёхлетняя сельскохозяйственная учебная специальность. Деканом стал биолог, профессор Юлиус Стокласа.

### Первая Чехословацкая республика
В 1920 году при Чешском техническом университете (ČVUT) был основан институт сельскохозяйственной и лесной инженерии.

## Деятельность университета
Чешский аграрный университет ведет систематические исследования по таким направлениям, как физиология и молекулярная биология, лесоведение, охрана и технологии в области охраны окружающей среды и т. д.
На базе университета создан новый исследовательский центр по изучению лесных рисков в рамках стратегических проектов FLD, EVA 4.0 и EXTEMIT-K. В центре внимания - мониторинг изменений в ущербе, наносимом европейским лесам, адаптация лесов к изменению климата и разработка новых методов и политики управления лесами.
Обучение осуществляется на двух языках - чешском и английском. 

## Структура университета
В настоящее время[уточнить] состоит из 6 факультетов, 1 института, 1 общеуниверситетского педагогического отделения и 2 школьных предприятий:
- Факультет агробиологии, пищевых и природных ресурсов[5]
- Факультет лесного дела и деревообработки[6]
- Факультет окружающей среды[7]
- Факультет техники[8]
- Факультет экономики[9]
- Факультет тропического сельского хозяйства (бывший Институт тропиков и субтропиков, соотв. Институт тропического и субтропического сельского хозяйства)[10]
- Институт повышения квалификации
- Кафедра физической культуры[11]
- Метрологический центр
- Метеорологическая станция
- Университетское сельскохозяйственное предприятие в селе Ланы[12]
- Университетское лесное предприятие в городе Костелец-над-Черними-Леси[13]
- Винодельное предприятие[14]

## Ректоры
- Владимир Косил; проф. Dr. Ing. DrSc. 1952—1960
- Карел Кудрна; академик 1960—1966
- Эмиль Кунц; проф. Dr. Ing. DrSc. 1966—1970
- Цтибор Ледл; проф. Ing. DrSc. dr.h.c. 1970—1985
- Йозеф Червенка; проф. Ing. CSc. 1985—1990
- Йиржи Петр; проф. Ing. DrSc. dr.h.c. 1990—1994
- Ян Грон; проф. Ing. DrSc. dr.h.c. 1994—2000
- Йозеф Козак; проф. Ing. DrSc. dr.h.c. 2000—2003
- Ян Грон; проф. Ing. DrSc. dr.h.c. 2003—2010
- Йиржи Балик; проф. Ing. CSc. dr.h.c. 2010—2018
- Петр Скленичка; проф. Ing. CSc. 2018 — настоящее время

## Известные преподаватели и выпускники
- Комарек, Юлиуш (1892—1955) — учёный, зоолог и энтомолог, писатель, педагог. Профессор. Доктор наук.
- Мерунка, Войтех (род. 1967) — доктор инженерных наук, адъюнкт-профессор в области управления информацией. Соавтор межславянского языка.
- Маркета Давидова, биатлонистка
- Тереза Скоумалова[чеш.], модель
- Ондржей Козловский, бобслеист
- Элишка Цилкова[чеш.], композитор
- Тереза Чернохова[чеш.], певица
- Маркета Хавлова[чеш.], директор департамента агентства CzechInvest[чеш.]
- Дагмар Хонсова[чеш.], метеоролог
- Карла Мрачкова[чеш.], ведущая
- Барбора Шпотакова, атлет
- Мирослав Похе[чеш.], политик, экономист
- Томаш Мартинек[чеш.], политик
- Мирослав Томан[чеш.], политик, министр сельского хозяйства
- Зденек Вассербауэр[чеш.], епископ[15]
- Мирослав Томан[чеш.], политик, министр сельского хозяйства
- Ян Роут[чеш.], историк